# Brooks Benedict
Brooks Benedict (* 6. Februar 1896 in New York City, New York; † 1. Januar 1968 in Houston, Texas) war ein US-amerikanischer Schauspieler.

## Leben und Karriere
Brooks Benedict, in New York geboren, studierte an der kalifornischen Princeton University. Im Ersten Weltkrieg war er für die USA als Pilot bei der United States Army Air Service im Einsatz. Nach dem Krieg zog es Benedict nach Hollywood, wo er zunächst verschiedene kleineren Jobs übernahm. 1923 feierte er sein Schauspieldebüt mit einer tragenden Nebenrolle in William A. Wellmans Abenteuerfilm Die Frau des Anderen. Es folgten weitere Filme wie Die einzige Frau (1924) neben Norma Talmadge sowie Der Sportstudent (1925) mit Harold Lloyd. Letzterer Film, in dem Benedict eine große Rolle als schurkischer Student hatte, wurde einem der größten Erfolge von Harold Lloyd. Mit Lloyd drehte er später noch weitere Filme wie Straßenjagd mit Speedy (1928) und Harold, der Drachentöter (1929). Auch mit weiteren Komikern wie Harry Langdon bei Tramp, Tramp, Tramp (1926) und Der starke Mann (The Strong Man) (1926) drehte Benedict. Diese Auftritte machten ihn zu einem bekannten Nebendarsteller der 1920er-Jahre.
Mit Beginn des Tonfilmes Ende der 1920er-Jahre bekam Benedict meist nur noch kleinere Nebenrollen angeboten. Häufig spielte er nun in kleineren Rollen urbane Figuren wie Taxifahrer, Nachtclubgänger oder Fotografen. In den 1930er-Jahren hatte er noch einige nennenswerte Nebenrollen in Filmen wie The Office Wife (1930), What Price Hollywood? (1932) und Marine gegen Liebeskummer (1934), ehe er sich ausschließlich mit kleinen Rollen begnügen musste. Solch winzige Rollen spielte er unter anderem in Klassikern wie Der dünne Mann (1934), Mr. Smith geht nach Washington (1939), Reise aus der Vergangenheit (1942), Yankee Doodle Dandy (1942), Ist das Leben nicht schön? (1946), Goldenes Gift (1947) und Der Fremde im Zug (1951). 1958 spielte er seine letzte Rolle als Marktschreier in Hausboot neben Sophia Loren und Cary Grant. Bis dahin hatte er in über 350 Filmen gespielt. Brooks Benedict verstarb am Neujahrstag 1968 im Alter von 71 Jahren in Texas.

## Filmografie (Auswahl)
- 1923: Die Frau des Anderen (Cupid’s Fireman)
- 1924: Die einzige Frau (The Only Woman)
- 1925: Der Sportstudent (The Freshman)
- 1925: Shoes (Kurzfilm)
- 1925: The Love Gamble
- 1925: His Master's Voice
- 1925: Starvation Blues (Kurzfilm)
- 1926: Officer of the Day (Kurzfilm)
- 1926: Why Girls Go Back Home
- 1926: Tramp, Tramp, Tramp (Tramp, Tramp)
- 1926: Ranson's Folly
- 1926: Going the Limit
- 1926: Der starke Mann (The Strong Man)
- 1926: College Days
- 1927: Fräulein – Bitte Anschluss! (Orchids and Ermine)
- 1927: White Flannels
- 1927: Backstage
- 1927: Lost at the Front
- 1927: The Kid Sister
- 1927: Der Dritte stört (Three's a Crowd)
- 1927: Frauenheld wider Willen (The Drop Kick)
- 1927: The Gorilla
- 1927: Casey Jones
- 1928: Straßenjagd mit Speedy (Speedy)
- 1928: The Cowboy Kid
- 1928: Moran of the Marines
- 1929: Erfahrene Frau gesucht (Synthetic Sin)
- 1929: Clear the Decks
- 1929: Weary River
- 1929: Der Prinz im Fahrstuhlschacht (Double Whoopee) (Kurzfilm)
- 1929: The Garden of Eatin' (Kurzfilm)
- 1929: The Sophomore
- 1929: Harold, der Drachentöter (Welcome Danger)
- 1929: The Trespasser
- 1930: Street of Chance
- 1930: Recaptured Love
- 1930: Manslaughter
- 1930: The Office Wife
- 1930: One Night at Susie's
- 1930: Orkan (Derelict)
- 1930: The Widow from Chicago
- 1931: Three Girls Lost
- 1931: Reckless Living
- 1932: Girl Crazy
- 1932: What Price Hollywood?
- 1932: Madison Square Garden
- 1932: Silberdollar (Silver Dollar)
- 1932: Frechheit siegt (Fast Life)
- 1932: The Half-Naked Truth
- 1933: No Other Woman
- 1933: Flucht vor dem Gestern (Pick-Up)
- 1933: Zwischen heut und morgen (Gabriel Over the White House)
- 1933: Cheating Blondes
- 1933: Laurel und Hardy: Hände hoch – oder nicht (The Devil’s Brother)
- 1933: Gambling Ship
- 1933: Tillie and Gus
- 1933: Aggie Appleby, Maker of Men
- 1933: Der Boxer und die Lady (The Prizefighter and the Lady)
- 1933: Der Frauenheld (Lady Killer)
- 1933: Laurel und Hardy: Die Wüstensöhne (Sons of the Desert)
- 1934: Palooka
- 1934: Picture Brides
- 1934: Der dünne Mann (The Thin Man)
- 1934: Das Leben geht weiter (The World Moves On)
- 1934: Harold Lloyd, der Strohmann (The Cat’s-Paw)
- 1934: Millionäre bevorzugt (The Girl from Missouri)
- 1934: The Richest Girl in the World
- 1934: Die Schöne der neunziger Jahre (Belle of the Nineties)
- 1934: Broadway Bill
- 1935: Ein Arzt für alle Fälle (Society Doctor)
- 1935: Stadtgespräch (The Whole Town’s Talking)
- 1935: Folies Bergère de Paris
- 1935: The Casino Murder Case
- 1935: The Case of the Curious Bride
- 1935: Der FBI-Agent (G Men)
- 1935: Public Hero Number 1 (Public Hero No. 1)
- 1935: No More Ladies
- 1935: Don't Bet on Blondes
- 1935: Das Schiff des Satans (Dante’s Inferno)
- 1935: Der Polizeibericht meldet … (Woman Wanted)
- 1935: Der Mann, der die Bank von Monte Carlo sprengte (The Man Who Broke the Bank at Monte Carlo)
- 1935: Alice Adams
- 1935: Two for Tonight
- 1935: Annie Oakley
- 1935: In Old Kentucky
- 1935: Broadway Hostess
- 1935: Frauen – Launen (The Bride Comes Home)
- 1936: Marine gegen Liebeskummer (Follow the Fleet)
- 1936: Show Boat
- 1936: Wenn andere schlafen... (Early to Bed)
- 1936: The Big Broadcast of 1937
- 1937: Dick Tracy
- 1937: Hoheit flirtet (Thin Ice)
- 1937: Sternschnuppen (Pick a Star)
- 1937: Charlie Chan bei den Olympischen Spielen (Charlie Chan at the Olympics)
- 1937: Der große Gambini (The Great Gambini)
- 1937: Portia on Trial
- 1937: Der letzte Gangster (The Last Gangster)
- 1937: Second Honeymoon
- 1937: Zorros schwarze Peitsche (Zorro Rides Again)
- 1937: Scotland Yard greift ein! (Bulldog Drummond’s Revenge)
- 1937: Mr. Moto und der China-Schatz (Thank You, Mr. Moto)
- 1938: Chicago (In Old Chicago)
- 1938: Vier Leichen auf Abwegen (A Slight Case of Murder)
- 1938: Gauner mit Herz (The Young in Heart)
- 1938: Little Miss Broadway
- 1938: The Affairs of Annabel
- 1938: Singende Herzen (Sweethearts)
- 1938: Going Places
- 1939: The Story of Vernon and Irene Castle
- 1939: Charlie Chan in Reno
- 1939: Mr. Moto und sein Lockvogel (Mr. Moto Takes a Vacation)
- 1939: Musik fürs Leben (They Shall Have Music)
- 1939: Mr. Smith geht nach Washington (Mr. Smith Goes to Washington)
- 1939: Nenn mich Hilda (The Housekeeper’s Daughter)
- 1939: Die wilden Zwanziger (The Roaring Twenties)
- 1939: Dünner Mann, 3. Fall (Another Thin Man)
- 1940: Die unvergessliche Weihnachtsnacht (Remember the Night)
- 1940: Mexican Spitfire
- 1940: Charlie Chan in Panama
- 1940: 'Til We Meet Again
- 1940: Dritter Finger, linke Hand (Third Finger, Left Hand)
- 1940: Das Geheimnis von Malampur (The Letter)
- 1940: No, No, Nanette
- 1940: Fräulein Kitty (Kitty Foyle)
- 1941: Mary und der Millionär (The Devil and Miss Jones)
- 1941: Der Dollarregen (Million Dollar Baby)
- 1941: Sergeant York
- 1941: Vorsicht Gespenster! (Hold That Ghost)
- 1941: Lady Be Good
- 1941: Father Takes a Wife
- 1941: I Wake Up Screaming
- 1941: Birth of the Blues
- 1941: Blues in the Night
- 1941: Sein letztes Kommando (They Died with Their Boots On)
- 1941: Louisiana Purchase
- 1941: Abrechnung in Shanghai (The Shanghai Gesture)
- 1942: Die Frau, von der man spricht (Woman of the Year)
- 1942: Helden im Sattel (Ride ’Em Cowboy)
- 1942: Piraten im karibischen Meer (Reap the Wild Wind)
- 1942: Das große Spiel (Rings on Her Fingers)
- 1942: Der Gentleman-Killer (Kid Glove Killer)
- 1942: Schatten am Fenster (Fingers at the Window)
- 1942: Yankee Doodle Dandy
- 1942: Musik, Musik (Holiday Inn)
- 1942: Der gläserne Schlüssel (The Glass Key)
- 1942: Meine Schwester Ellen (My Sister Eileen)
- 1942: Reise aus der Vergangenheit (Now, Voyager)
- 1942: Meine Frau, die Hexe (I Married a Witch)
- 1942: Pittsburgh
- 1943: The Hard Way
- 1943: The Powers Girl
- 1943: Neun Kinder und kein Vater (The Amazing Mrs. Holliday)
- 1943: Laurel und Hardy: Schrecken aller Spione (Air Raid Wardens)
- 1943: Crash Dive
- 1943: Du Barry Was a Lady
- 1943: Liebesleid (The Constant Nymph)
- 1943: The Sky’s the Limit
- 1943: Hers to Hold
- 1943: The Masked Marvel
- 1943: Holy Matrimony
- 1943: So This Is Washington
- 1943: Laurel und Hardy: Die Tanzmeister (The Dancing Masters)
- 1943: Jack London
- 1943: The Gang’s All Here
- 1944: Zeuge gesucht (Phantom Lady)
- 1944: Captain America
- 1944: Zigeuner-Wildkatze (Gypsy Wildcat)
- 1944: San Diego I Love You
- 1944: I Accuse My Parents
- 1944: Modell wider Willen (Together Again)
- 1945: Rausch der Farben (It’s a Pleasure)
- 1945: Zu klug für die Liebe (Without Love)
- 1945: Having Wonderful Crime
- 1945: It’s in the Bag!
- 1945: Rhapsodie in Blau (Rhapsody in Blue)
- 1945: Over 21
- 1945: Jahrmarkt der Liebe (State Fair)
- 1945: Dolly Sisters (The Dolly Sisters)
- 1945: George White's Scandals
- 1946: Ich sing’ mich in dein Herz hinein (Because of Him)
- 1946: Der Held des Tages (The Kid from Brooklyn)
- 1946: Sinfonie in Swing (Do You Love Me)
- 1946: Ball in der Botschaft (Holiday in Mexico)
- 1946: Rächer der Unterwelt (The Killers)
- 1946: Auf Messers Schneide (The Razor’s Edge)
- 1946: Ist das Leben nicht schön? (It’s a Wonderful Life)
- 1946: Nora Prentiss
- 1947: Johnny O’Clock
- 1947: Ehebruch (The Unfaithful)
- 1947: Die widerspenstige Gattin (Suddenly, It’s Spring)
- 1947: Smash-Up: The Story of a Woman
- 1947: Zwei trübe Tassen – vom Militär entlassen (Buck Privates Come Home)
- 1947: Die lange Nacht (The Long Night)
- 1947: Hemmungslose Liebe (Possessed)
- 1947: Copacabana
- 1947: Mädchen für Hollywood (Variety Girl)
- 1947: Angelockt (Lured)
- 1947: Der Unverdächtige (The Unsuspected)
- 1947: Goldenes Gift (Out of the Past)
- 1947: Der Weg nach Rio (Road to Rio)
- 1947: My Wild Irish Rose
- 1947: Killer McCoy
- 1947: Vierzehn Jahre Sing-Sing (I Walk Alone)
- 1947: New Orleans
- 1948: Triumphbogen (Arch of Triumph)
- 1948: Die Glocken von Coaltown (The Miracle of the Bells)
- 1948: Spiel mit dem Tode (The Big Clock)
- 1949: Flitterwochen mit Hindernissen (Tell It to the Judge)
- 1950: Drei Männer für Alison (Please Believe Me)
- 1951: Das Wiegenlied vom Broadway (Lullaby of Broadway)
- 1951: Der Fremde im Zug (Strangers on a Train)
- 1951: Rhubarb
- 1951: Painting the Clouds with Sunshine
- 1952: Bronco Buster
- 1952: Tommy macht das Rennen (Boots Malone)
- 1952: Die Spielhölle von Las Vegas (The Las Vegas Story)
- 1952: A Girl in Every Port
- 1954: Sabrina
- 1958: Hausboot (Houseboat)